# FE-10
El FE-10 (Férreo Español 2010) es el cuarto modelo de tren de rodadura férrea del Metro de la Ciudad de México, diseñado y construido por CAF en España. En total son 30 trenes (formados de siete unidades), y circulan por la Línea 12 del Metro de la Ciudad de México.
La alimentación es por catenaria con 1 500 VCD, y la toma de alimentación es por medio de un mecanismo de pantógrafo, con un patín de rozamiento de carbón. Las ruedas metálicas, en acero forjado, realizan la misma función de guiado y transmiten los esfuerzos de tracción-frenado.
Cada coche está soportado por dos bogies tipo férreo, cada una consta de dos ejes en cuyos extremos se encuentran fijas dos ruedas metálicas, mismas que ruedan sobre raíles metálicos de tipo ferroviario, las ruedas además de soportar la carga del vehículo, sirven para el guiado de los trenes así como para su desplazamiento.
El bogie tiene un sistema de frenos de disco en cada eje, en ambas caras del disco actúan las guarniciones de frenado del tipo semimetálico (compuesto químico), el frenado funciona a base de aire comprimido.
La alimentación de los coches motrices se efectúa a través del pantógrafo el cual se mantiene en contacto durante el movimiento de los trenes con el hilo de contacto de la catenaria compuesta (se trata de un sistema de alimentación, cuya función es proporcionar energía eléctrica a trenes en movimiento, se encuentra conformada por 7 hilos sujetos a péndulos y arneses que permiten su fijación a postes a lo largo de la Línea).
La motriz 0007-0008 sufrió un percance tras una falla estructural el 3 de mayo de 2021.

## Descripción

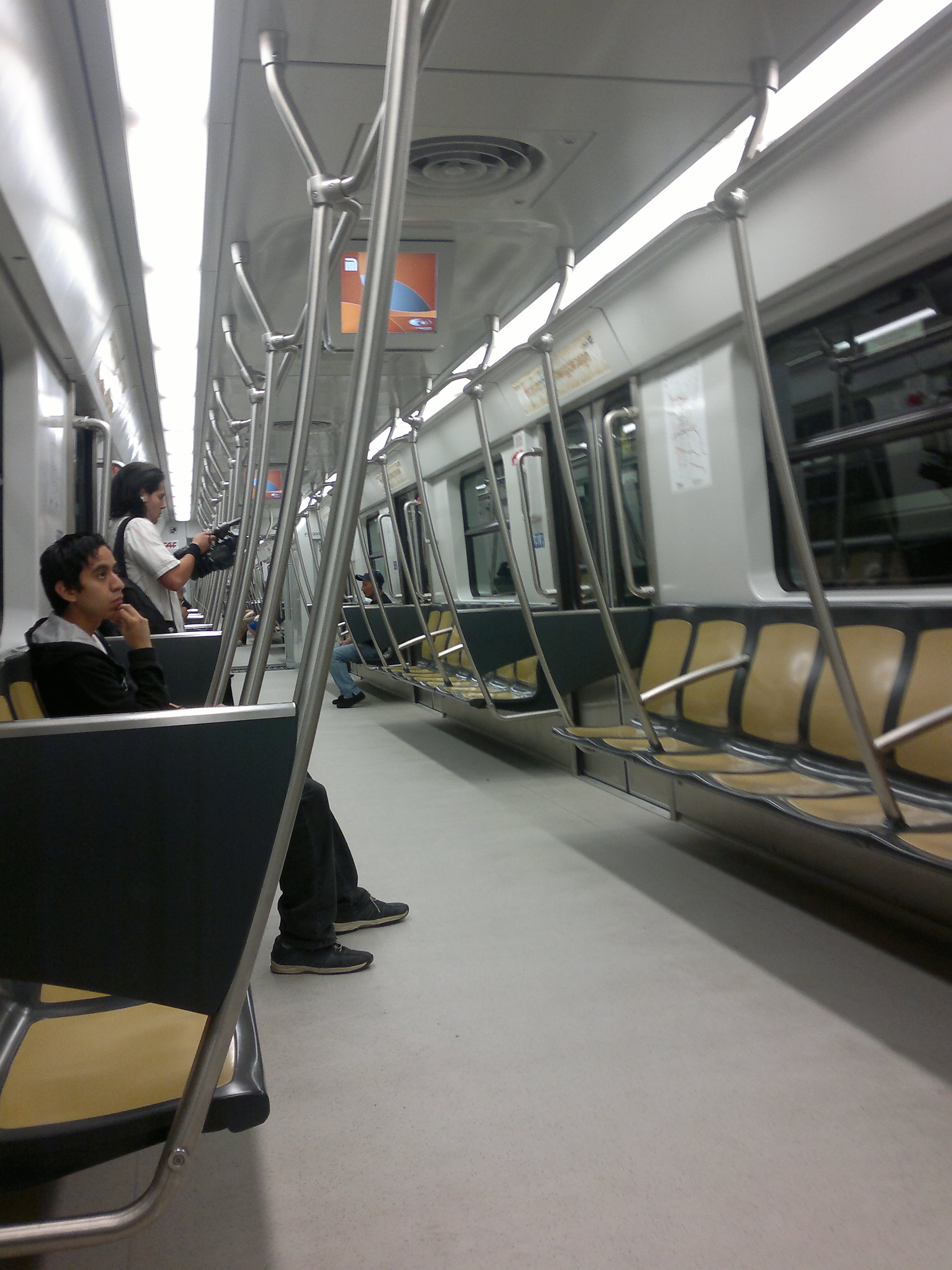
Interior de un tren de este modelo

Tipo de tren. Unidad de tren de siete coches, formada por dos coches remolques con cabina y cinco coches motores intermedios: FR1-FN1-FN2-FN3-FN4-FN5-FR2. Estructura autoportante de aluminio construida a base de perfiles extruidos. Anchura, altura y largo de cada coche mejorados.
Acabado interior: Revestimientos interiores laterales, trampillas laterales y techos de poliéster reforzado con fibra de vidrio.
Asientos pasajeros en SMC.
Bogies: Cada unidad dispone de bogies motores y remolques. Cada coche se apoya sobre dos bogies. Todos los bogies de los coches FN son bimotores, dispuestos transversalmente y fijados elásticamente al bastidor.
Cada motor acciona, mediante un acoplamiento, a un reductor de doble etapa montado en el eje.
Ruedas enterizas. Suspensión primaria constituida por elementos elásticos de caucho-acero. Suspensión secundaria neumática, formada por dos resortes, uno por cada costado del bogie, que descansan sobre los largueros y sobre los que apoya la traviesa pivote de caja, además para limitar la inclinación de la caja, cuenta con un sistema antibalanceo en cada bogie constituido por una barra de torsión unida al bastidor por dos palancas y dos bielas.
La unión caja-bogie se efectúa mediante un pivote de gran superficie atornillado al bastidor de caja, además de un balancín con articulación central y sus bielas de unión al bogie.
El sistema de freno es de disco de freno y pinzas de freno. Los discos, que van montados sobre la rueda, son autoventilados, estando formados por dos anillos de fricción.

## Componentes

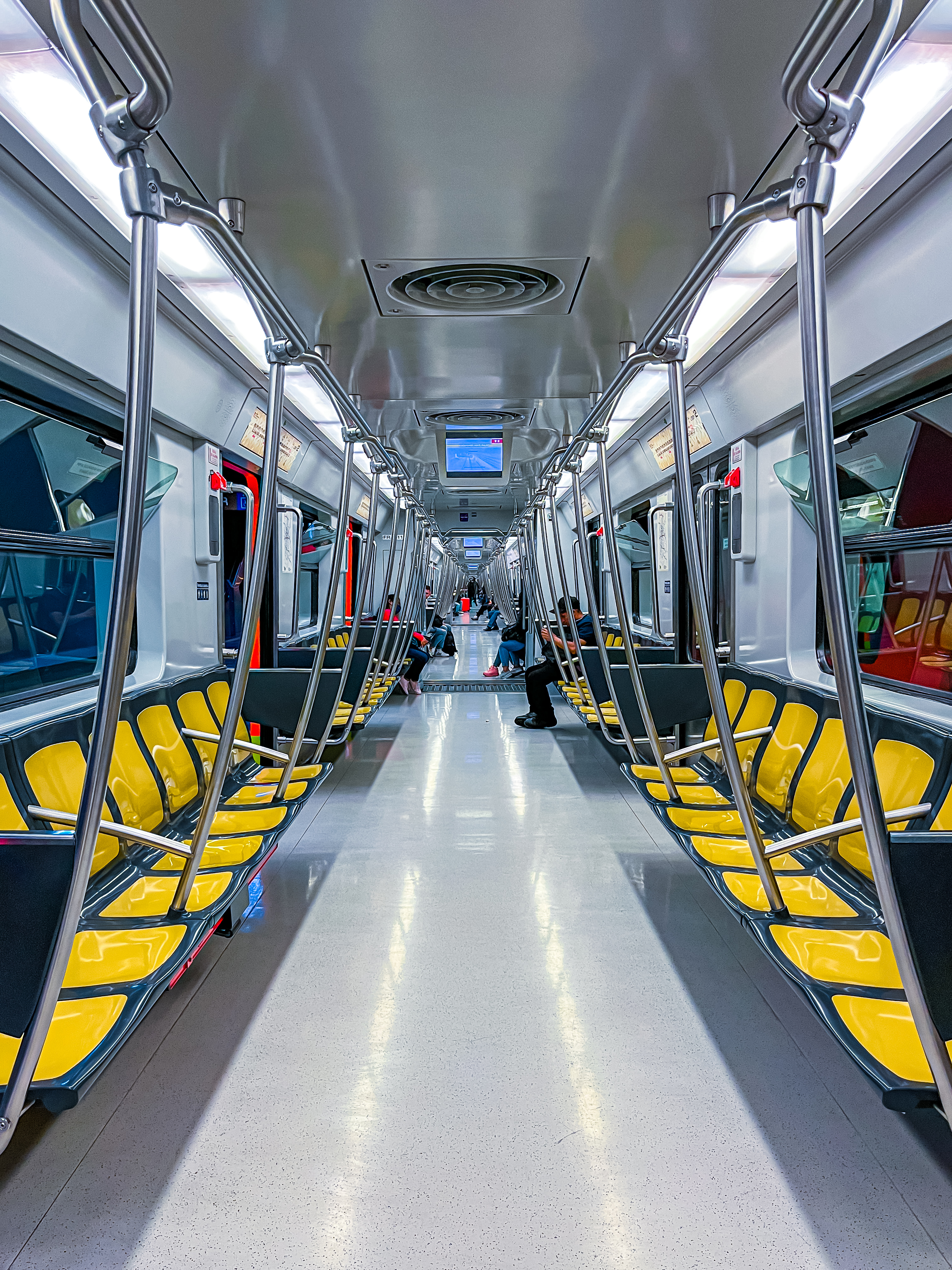
Vista interior central de un tren Modelo FE-10

### De diseño
- Acabado exterior de color naranja, matizado con color verde limón
- Acabado interior de color blanco-crema
- Aire acondicionado en cabina
- Aviso de cierre de puertas sonoro y con luces automáticas en la parte superior de cada entrada
- CCTV: sistema de video vigilancia
- Filas de siete asientos y de tres asientos en tres extremos del vagón, color azul marino en exterior y color oro en interior, coderas entre los extremos de la fila, de color azul marino.
- Iluminación al 100% en ambos costados del vagón y en la interconexión entre los mismos
- Interconexión entre coches para mayor comodidad y confort de los usuarios
- LEDs de color verde que indican las puertas que se abrirán al aproximarse a la siguiente estación
- Puertas de acceso eléctricas, de doble hoja de aluminio y accionamiento NE, con barras verticales de caucho entre las puertas
- Pintura resistente al vandalismo
- Radiotelefonía TETRA
- Registrador de tren
- Sistema de aviso de estaciones, cierre de puertas, recomendaciones e información a los usuarios
- Sistema de control y supervisión
- Sistema de palancas de alarma en caso de peligro
- Sistema de protección y conducción automática ATP-ATO
- Sistema de sujeción para los usuarios más completo y mejor distribuido
- Sistema de ventilación (motoventiladores de aluminio), exterior formado de una base de cuatro aros de aluminio de color crema
- Sistema de vídeo entretenimiento
- Sistema Wi-Fi de comunicación tren-tierra

### De construcción
- Alimentación: 1 500 VCD
- Altura de piso: 1 140 mm
- Altura del vehículo: 3.840 mm
- Ancho de vía: 1 435 mm
- Anchura exterior: 2 800 mm
- Composición: Siete coches: FR1-FN1-FN2-FN3-FN4-FN5-FR2
- Capacidad: 1900 personas (271 por coche) como máximo
- Estructura de caja: Aluminio
- Longitud: 140 m.
- Paso libre de puertas: 1,3 m de ancho por 1,9 m de altura
- Puertas por costado: 28 (4 por coche)
- Aceleración servicio: 1,2 m/s²
- Deceleración emergencia: 1,3 m/s²
- Deceleración servicio: 1,1 m/s²
- Plazas de pie por tren (6p/m²): 1,139
- Plazas sentadas por unidad de tren: 332 + 4PMR
- Potencia total: 4 065 kW
- Potencia total de tracción: 3 400 kW (régimen continuo)
- Total plazas: 1 471
- Velocidad máxima: 85 km/h (52,82 millas por hora)
- Velocidad máxima de servicio: 80 km/h (49,71 millas por hora)

Los trenes tienen una prestación de Servicios a Largo Plazo, con duración de 15 años, el cual fue firmado por el Sistema de Transporte Colectivo Metro con la empresa fabricadora CAF a principios de 2010.

## Líneas asignadas
- Línea  (Desde 2012)